# Sven Grenander
Sven Grenander, född 7 mars 1878 i Norrköping, död 6 november 1973 i Västervik, var författare och lektor vid Västerviks läroverk och 1923 en av de främsta initiativtagarna till grundandet av Svenska Kryssarklubben. 
Grenander utbildade årligen 1907-23 skolungdomar i sjömanskap med mera under segling på sjögående segeljakter.
Grenander skrev år 1923 ett upprop där han ville "väcka och stärka hågen för långfärder till sjöss och främja möjligheterna för sådana färder". Tack vare det goda gensvaret på uppropet kunde Svenska Kryssarklubben bildas.
Sven Grenander är begravd på Matteus kyrkogård i Norrköping.